# متلازمة بابا
متلازمة بابا (بالإنجليزية: PAPA syndrome)‏ هي مرض وراثي يصيب الجلد والمفاصل، وتظهر عليه أعراض التهاب مفاصل متقيح وتقيح الجلد الغنغريني وحب الشباب.

## التسمية
اشتقت كلمة (PAPA) من أوائل الكلمات التالية:
- pyogenic Arthritis
- Pyoderma gangrenosum
- acne

## العلاج
يمكن معالجة حب الشباب بواسطة أحد التتراسايكلينات أو آيزوتريتينوين. أما العلاجات الموجهة إلى عامل نخر الورم مثل إنفليكسيماب وإيتانرسبت أو إلى إنترلوكين 1 مثل آناكينرا أظهرت استجابة جيدة لالتهاب المفاصل المعند وتقيح الجلد الغنغريني. أدوية كبت المناعة التقليدية الأخرى المستعملة في علاج التهاب المفاصل وتقيح الجلد الغنغريني قد تكون نافعة أيضا.